# Мошфег, Отесса
Оттесса Шарлотта Мошфег (род. 20 мая 1981, Бостон) — американская писательница. Её дебютный роман «Айлин» (2015) получил премию фонда Хемингуэя/PEN Award, был включен в шорт-лист Букеровской премии и стал финалистом Премии Национального круга книжных критиков. Среди других её романов — «Мой год отдыха и релакса», «Смерть в её руках» и «Лапвона».

## Биография
Мошфег родилась в Бостоне, в 1981 году. Её мать родилась в Хорватии, отец, еврей, родился в Иране. Родители были музыкантами и преподавали в Музыкальной консерватории Новой Англии. В детстве Мошфег училась играть на фортепиано и кларнете.
Окончила школу Commonwealth School в Бостоне и получила степень бакалавра английского языка в Барнард-колледже в 2002 году. В 2011 году получила степень магистра литературного искусства в Браунском университете. Во время учёбы в Браунском университете она преподавала студентам, в том числе Антонии Ангресс, автору романа 2022 года «Сирены и музы». Мошфег была стипендиатом Уоллеса Стегнера в области художественной литературы в Стэнфордском университете с 2013 по 2015 год.
После колледжа Мошфег переехала в Китай, где преподавала английский язык и работала в панк-баре.
В середине десятых годов Мошфег переехала в Нью-Йорк, работала в издательстве Overlook Press. После того как она заболела лихорадкой от кошачьих царапин, она покинула город и получила степень магистра искусств в Университете Брауна. В эти годы она поддерживала себя, продавая винтажную одежду, которую она описывает как «чайные платья».
В 2014 году издательство Fence Books опубликовало новеллу Мошфег McGlue, которая удостоилась премии Fence Modern Prize в области прозы.
В августе 2015 года издательство Penguin Press опубликовало роман Мошфег «Айлин», который получил положительные отзывы критиков. В 2016 году книга вошла в шорт-лист Букеровской премии. Айлин, главная героиня и рассказчик, описывает ряд событий, произошедших много лет назад, когда она была молода и жила в массачусетском городке, который она называет «X-ville». В начале романа она работает секретарем в местной тюрьме для несовершеннолетних и живёт со своим жестоким отцом, отставным полицейским, страдающим алкоголизмом и паранойей, и заботится о нём. По мере развития сюжета раскрывается драматическая ситуация, которая заставляет её покинуть X-ville.
В январе 2017 года был опубликован сборник рассказов Homesick for Another World.
10 июля 2018 года вышел второй роман Мошфег «Мой год отдыха и релакса». В книге рассказывается о молодой выпускнице факультета истории искусств, живущей в Нью-Йорке в течение 15 месяцев с середины июня 2000 года. Недавно окончив колледж и оплакивая недавнюю смерть родителей, она бросает работу в арт-галерее и берётся проспать целый год с помощью снотворного и других лекарств, прописанных неблагонадёжным психиатром.
Также в 2018 году Мошфег написала статью для журнала Granta, в которой описала опыт общения с гораздо более взрослым мужчиной-писателем, когда ей было 17 лет.
Мошфег — автор Paris Review, с 2012 года она опубликовала шесть рассказов в этом журнале.
В августе 2020 года издательство Vintage опубликовало третий роман Мошфег «Смерть в её руках». Мошфег назвала эту книгу «историей одиночества».
В июне 2022 года издательство Penguin Press опубликовало четвертый роман Мошфег «Лапвона», в котором речь идёт о Мареке, жестоком сыне пастуха, и других персонажах из вымышленной средневековой вотчины Лапвона.
В 2022 году Мошфег совместно с мужем Люком Гебелем и Элизабет Сандерс написала сценарий для фильма Causeway. Его премьера состоялась на Международном кинофестивале в Торонто в 2022 году.
Мошфег упоминала поэта и романиста Чарльза Буковски как человека, оказавшего влияние на её творчество. Как и Мошфег, Буковски создавал персонажей, которых считал социально обделёнными и изолированными.

### Личная жизнь
Мошфег замужем за писателем Люком Б. Гебелем, с которым она познакомилась во время интервью. Они живут в Пасадине.

### Романы
- Айлин (2015)
- Мой год отдыха и релаксации (2018)
- Смерть в её руках (2020)
- Лапвона (2022)